# Галеотти, Джузеппе
Джузеппе Галеотти (итал. Giuseppe Galeòtti; 1708, Флоренция — 1778, Генуя) — итальянский живописец эпохи барокко генуэзской школы.

## Биография
Джузеппе родился во Флоренции в семье странствующего художника Себастьяно Галеотти. Технике фрески, вероятно, учился у отца. Позднее он переехал в Болонью, чтобы обучаться живописи у Маркантонио Франческини.
Джузеппе вернулся в Лигурию, писал картины на исторические и религиозные сюжеты. В сотрудничестве с Джованни Баттиста Натали он написал фрески в Палаццо Дози-Маньявакка в Понтремоли, изобразив на плафоне «Триумф семьи Дози» и в настенной фреске «Нептуна и Галатею».
Работал в основном в Генуе, где с 1766 по 1770 год был директором рисовальной школы при Лигурийской академии изящных искусств, основанной в 1751 году Джованни Франческо Дориа.
Джузеппе Галеотти является автором многих алтарных картин и росписей в церквях Генуи и Восточной Лигурии. Ему принадлежат фрески пресвитерия и хора церкви Сан-Франческо д’Альбаро в Генуе. В церкви Сан-Франческо-алла-Кьяппета в бывшем муниципалитете Больцането хранится одно из его «Чудес Святого Антония». Две картины с изображениями Святого Апостола Петра («Святой Пётр во славе» и «Святой Петр, освобождённый из темницы», обе датированы 1751 годом) находятся в церкви Сан-Пьетро-ин-Винколи в Сестри-Леванте.
Для церкви Иоанна Евангелиста в Кьявари (Лигурия) Джузеппе Галеотти написал алтарный образ «Обретение Креста». Для церкви Сан-Джованни Баттиста в Генуе в сотрудничестве с Джованни Андреа Карлоне он написал «Явление Девы Марии», а также много других алтарных картин и фресок, часто с квадратурой Джованни Баттиста Натали.

## Галерея
- Вознесение Девы Марии. Между 1750 и 1800. Бумага, перо, кисть, тушь. Смитсоновский музей дизайна Купер Хьюитт. Нью-Йорк, США
- Слава Святого Иосифа Каласанцио. 1750. Роспись свода церкви Святой Девы Марии и Ангелов-Хранителей, Генуя
- Любовь сражается с Паном. 1751. Холст, масло. Лигурийская академия изящных искусств, Генуя